# Kiss...いきなり天国
「Kiss...いきなり天国」（キス...いきなりてんごく）は、UP-BEATの楽曲で1枚目のシングル。
1986年5月21日にInvitationから12インチ・シングルとして発売された。
作詞は柴山俊之、作曲は大沢誉志幸。編曲はホッピー神山との共同。
1stアルバムの『IMAGE』には別バージョンで収録。
カップリング曲の2曲は広石武彦によるもの。

## 収録曲
| #         | タイトル                | 作詞      | 作曲       | 編曲                  | 時間  |
| --------- | ----------------------- | --------- | ---------- | --------------------- | ----- |
| 1.        | 「Kiss...いきなり天国」 | 柴山俊之  | 大沢誉志幸 | UP-BEAT・ホッピー神山 | 5:36  |
| 2.        | 「Vanity 〜憂いの君〜」 | 広石武彦  | 広石武彦   | UP-BEAT・是永巧一     | 4:07  |
| 3.        | 「Go-Go Girl」          | 広石武彦  | 広石武彦   | UP-BEAT               | 4:05  |
| 合計時間: | 合計時間:               | 合計時間: | 合計時間:  | 合計時間:             | 13:48 |